# CP-465,022
CP-465,022 - селективний неконкурентний антагоніст АМРА-рецептора: ІС50 = 25 nM (для нейронів кори мозку щурів). Проникає кріз гемато-енцефалічний бар'єр, виявляє потужну антиконвульсантну активність.